# Olmitz, Kansas
Olmitz, Kansas (енгл. Olmitz) град је у америчкој савезној држави Канзас.

## Демографија
По попису из 2010. године број становника је 114, што је 24 (-17,4%) становника мање него 2000. године.
| Група             | 2000.       | 2010.       |
| Белци             | 133 (96,4%) | 112 (98,2%) |
| Афроамериканци    | 0 (0,0%)    | 0 (0,0%)    |
| Азијати           | 0 (0,0%)    | 0 (0,0%)    |
| Хиспаноамериканци | 2 (1,4%)    | 1 (0,9%)    |
| Укупно            | 138         | 114         |